# Wereldbeker bobsleeën 2008/2009
De wereldbeker bobsleeën in het seizoen 2008/09 (officieel:  Viessmann FIBT Bob & Skeleton World Cup Tour 2008/2009) begon op 29 november 2008 en eindigde op 14 februari 2009. De bobsleecompetitie bestaat zowel voor de vrouwen als voor de mannen uit acht wedstrijden. De wereldbeker wordt georganiseerd door de FIBT.
Uit Nederland nam bij de mannen in de 2-mansbob een team met Edwin van Calker en een team met Vincent Kortbeek als piloot deel. Bij de 4-mansbob nam Edwin van Calker ook als piloot met een team deel. Bij de vrouwen nam een 2-mansbob deel met Esme Kamphuis als pilote.
Bij de mannen tweemansbob ging de wereldbeker voor de vierde keer naar Zwitserland. In navolging van Gustav Weder (1989), Christian Reich (2000) en Martin Annen (2001, 2002) won Beat Hefti dit jaar de wereldbeker. Hij werd daarmee de opvolger van de Duitser André Lange die dit jaar tweede werd in het eindklassement. De Duitser Thomas Florschütz werd derde.
Bij de vrouwen tweemansbob ging de wereldbeker voor de zevende opeenvolgende keer naar de Duitse pilote Sandra Prokoff-Kiriasis, ze stond daarmee voor de negende opeenvolgende keer op het eindpodium, in 2001 en 2002 eindigde ze als tweede. Haar landgenote Cathleen Martini eindigde voor de derde keer, na 2005 en 2008, op de tweede plaats, in 2007 werd ze derde. Na de Britse Michelle Coy in 1999 eindigde dit jaar haar landgenote Nicole Minichiello op de derde plaats. Esme Kamphuis eindigde op de tiende plaats in het klassement.
Bij de mannen viermansbob ging de wereldbeker voor de vierde keer naar Rusland. In 2007 zegevierde Jevgeni Popov. Na de wereldbekerzeges in 2005, 2006 won Aleksandr Zoebkov dit jaar voor de derde keer de wereldbeker, in 2004 en 2008 werd hij tweede. De Let Janis Minins eindigde na zijn derde plaats in 2008 dit jaar op de tweede plaats. De winnaar van de wereldbeker in 2008, de Duitse piloot André Lange, eindigde dit jaar op de derde plaats. Edwin van Calker eindigde op de negende plaats in het klassement.
De wereldbekerwedstrijd die in Cortina d'Ampezzo gepland stond werd verplaatst naar Königssee. Hier behaalde de viermansbobformatie met piloot Edwin van Calker en zijn teamgenoten Sybren Jansma, Arno Klaassen en Arnold van Calker voor het eerst een medaille (ze werden tweede) in het bobsleeën. De afgelaste wedstrijd in Cesana Torinese werd door de 2-mansbob voor mannen en vrouwen op 15 januari ingehaald, voorafgaand aan de wereldbekerwedstrijd in Sankt Moritz. De wedstrijd werd door de 4-mansbob op 13 februari ingehaald, voorafgaand aan de laatste wereldbekerwedstrijd in Park City.
De zesde wereldbekerwedstrijd in Sankt Moritz gold voor de Europese deelnemers tevens als het Europees kampioenschap.

## Wereldbeker punten
De eerste 30 in het dagklassement krijgen punten voor het wereldbekerklassement toegekend.
| Klassering = punten                          | Klassering = punten                           | Klassering = punten                               | Klassering = punten                          | Klassering = punten                          | Klassering = punten                          |
| -------------------------------------------- | --------------------------------------------- | ------------------------------------------------- | -------------------------------------------- | -------------------------------------------- | -------------------------------------------- |
| 1e = 225 2e = 210 3e = 200 4e = 192 5e = 184 | 6e = 176 7e = 168 8e = 160 9e = 152 10e = 144 | 11e = 136 12e = 128 13e = 120 14e = 112 15e = 104 | 16e = 96 17e = 88 18e = 80 19e = 74 20e = 68 | 21e = 62 22e = 56 23e = 50 24e = 45 25e = 40 | 26e = 36 27e = 32 28e = 28 29e = 24 30e = 20 |

## Mannen

### Tweemansbob

#### Uitslagen
| Datum       | Plaats          | Eerste                                                              | Tweede                                                              | Derde                                                               |
| ----------- | --------------- | ------------------------------------------------------------------- | ------------------------------------------------------------------- | ------------------------------------------------------------------- |
| 29 november | Winterberg      | Beat Hefti Thomas Lamparter                                         | André Lange Kevin Kuske                                             | Thomas Florschütz Marc Kühne                                        |
| 6 december  | Altenberg       | André Lange Kevin Kuske                                             | Steven Holcomb Justin Olsen                                         | Beat Hefti Thomas Lamparter                                         |
| 13 december | Igls            | Thomas Florschütz Marc Kühne                                        | Beat Hefti Thomas Lamparter                                         | Steven Holcomb Justin Olsen                                         |
| 20 december | Cesana Torinese | afgelast; de wedstrijd werd op 15 januari in Sankt Moritz ingehaald | afgelast; de wedstrijd werd op 15 januari in Sankt Moritz ingehaald | afgelast; de wedstrijd werd op 15 januari in Sankt Moritz ingehaald |
| 10 januari  | Königssee       | Thomas Florschütz Marc Kühne                                        | Ivo Rüegg Roman Handschin                                           | Aleksandr Zoebkov Dimitri Troenenkov                                |
| 15 januari  | Sankt Moritz    | Pierre Lueders David Bissett                                        | Ivo Rüegg Roman Handschin                                           | Beat Hefti Thomas Lamparter                                         |
| 17 januari  | Sankt Moritz    | Pierre Lueders David Bissett                                        | André Lange Martin Putze                                            | Beat Hefti Thomas Lamparter                                         |
| 6 februari  | Whistler        | Thomas Florschütz Marc Kühne                                        | Beat Hefti Thomas Lamparter                                         | Pierre Lueders David Bissett                                        |
| 13 februari | Park City       | Aleksandr Zoebkov Aleksej Vojevoda                                  | Thomas Florschütz Marc Kühne                                        | Beat Hefti Thomas Lamparter                                         |

| Land  | WB #1                                   | WB #2                              | WB #3                                  | WB #4                                  | WB #5                              | WB #6                              | WB #7                              | WB #8                              |
| ----- | --------------------------------------- | ---------------------------------- | -------------------------------------- | -------------------------------------- | ---------------------------------- | ---------------------------------- | ---------------------------------- | ---------------------------------- |
| NED-1 | 6e * Edwin van Calker Arnold van Calker | 23e Edwin van Calker Sybren Jansma | 20e Edwin van Calker Arnold van Calker | 6e Edwin van Calker Sybren Jansma      | 19e Edwin van Calker Sybren Jansma | 17e Edwin van Calker Sybren Jansma | 18e Edwin van Calker Sybren Jansma | 15e Edwin van Calker Sybren Jansma |
| NED-2 | 25e ** Vincent Kortbeek Jarno Beuving   |                                    |                                        | 23e ** Vincent Kortbeek Cesar Gonzalez |                                    |                                    |                                    |                                    |

* Hiermee behaalde het Nederlandse bobsleeteam meteen in de eerste WB wedstrijd een nominatie voor de OS Winterspelen van 2010.
** niet gekwalificeerd voor de 2e run.

#### Eindstand wereldbeker
| #  | Piloot            | Land | Punten |
| -- | ----------------- | ---- | ------ |
| 1  | Beat Hefti        | SUI  | 1581   |
| 2  | André Lange       | GER  | 1501   |
| 3  | Thomas Florschütz | GER  | 1453   |
| 4  | Ivo Rüegg         | SUI  | 1396   |
| 5  | Aleksandr Zoebkov | RUS  | 1321   |
| 6  | Simone Bertazzo   | ITA  | 1160   |
| 7  | Wolfgang Stampfer | AUT  | 1090   |
| 8  | Pierre Lueders    | CAN  | 1082   |
| 9  | Daniel Schmid     | SUI  | 1016   |
| 10 | Todd Hays         | USA  | 1008   |
|    |                   |      |        |
| 17 | Edwin van Calker  | NED  | 816    |
| 31 | Vincent Kortbeek  | NED  | 90     |

### Viermansbob

#### Uitslagen
| Datum       | Plaats          | Eerste                                                                              | Tweede                                                                              | Derde |
| ----------- | --------------- | ----------------------------------------------------------------------------------- | ----------------------------------------------------------------------------------- | --- |
| 30 november | Winterberg      | Duitsland André Lange Alexander Rödiger Kevin Kuske Martin Putze                    | Rusland Aleksandr Zoebkov Roman Oretschnikow Dimitri Troenenkov Dimitri Stepuschkin | Verenigde Staten Steven Holcomb Justin Olsen Steve Mesler Curtis Tomasevicz                                                            |
| 7 december  | Altenberg       | Duitsland Karl Angerer Andreas Udvari Matej Juhart Gregor Bermbach                  | Duitsland André Lange Alexander Rödiger Kevin Kuske Martin Putze                    | Rusland Aleksandr Zoebkov Roman Oretschnikow Dimitri Troenenkov Dimitri Stepuschkin                                                    |
| 14 december | Igls            | Rusland Aleksandr Zoebkov Roman Oretschnikow Dimitri Troenenkov Dimitri Stepuschkin | Verenigde Staten Steven Holcomb Justin Olsen Steve Mesler Curtis Tomasevicz         | Rusland Dimitri Abramowitsch Filipp Jegorov Andrei Jurkov Peter Moisejew                                                               |
| 21 december | Cesana Torinese | afgelast; de wedstrijd werd op 13 februari in Park City ingehaald                   | afgelast; de wedstrijd werd op 13 februari in Park City ingehaald                   | afgelast; de wedstrijd werd op 13 februari in Park City ingehaald                                                                      |
| 11 januari  | Königssee       | Duitsland Karl Angerer Andreas Udvari Alex Mann George Bermbach                     | Nederland Edwin van Calker Sybren Jansma Arno Klaassen Arnold van Calker            | Duitsland André Lange Alexander Rödiger René Hoppe Martin Putze Letland Janis Minins Daumants Dreiskens Oskars Melbardis Intars Dambis |
| 18 januari  | Sankt Moritz    | Rusland Aleksandr Zoebkov Roman Oretschnikow Dimitri Troenenkov Dimitri Stepuschkin | Duitsland Thomas Florschütz Marc Kuehne Andreas Barucha Alexander Metzger           | Duitsland Karl Angerer Andreas Udvari Thomas Poege George Bermbach                                                                     |
| 7 februari  | Whistler        | Letland Janis Minins Daumants Dreiskens Oskars Melbardis Intars Dambis              | Verenigde Staten Steven Holcomb Justin Olsen Steve Mesler Curtis Tomasevicz         | Rusland Aleksandr Zoebkov Filipp Jegorov Peter Moisejew Alexej Andryunin                                                               |
| 13 februari | Park City       | Verenigde Staten Steven Holcomb Justin Olsen Steve Mesler Curtis Tomasevicz         | Letland Janis Minins Daumants Dreiskens Oskars Melbardis Intars Dambis              | Rusland Aleksandr Zoebkov Roman Oretschnikow Dimitri Troenenkov Dimitri Stepuschkin                                                    |
| 14 februari | Park City       | Verenigde Staten Steven Holcomb Justin Olsen Steve Mesler Curtis Tomasevicz         | Letland Janis Minins Daumants Dreiskens Oskars Melbardis Intars Dambis              | Rusland Aleksandr Zoebkov Roman Oretschnikow Dimitri Troenenkov Dimitri Stepuschkin                                                    |

| Land  | WB #1                                                               | WB #2                                                                | WB #3                                                             | WB #4                                                             | WB #5                                                              | WB #6 | WB #7                                                             | WB #8                                                            |
| ----- | ------------------------------------------------------------------- | -------------------------------------------------------------------- | ----------------------------------------------------------------- | ----------------------------------------------------------------- | ------------------------------------------------------------------ | ----- | ----------------------------------------------------------------- | ---------------------------------------------------------------- |
| NED-1 | 4e * Edwin van Calker Sybren Jansma Arno Klaassen Arnold van Calker | 16e Edwin van Calker Yannick Greiner Arno Klaassen Arnold van Calker | 5e Edwin van Calker Sybren Jansma Arno Klaassen Arnold van Calker | 2e Edwin van Calker Sybren Jansma Arno Klaassen Arnold van Calker | 13e Edwin van Calker Sybren Jansma Arno Klaassen Arnold van Calker | dns   | 10e Edwin van Calker Yannick Greiner Sybren Jansma Cesar Gonzalez | 9e Edwin van Calker Yannick Greiner Sybren Jansma Cesar Gonzalez |

* Hiermee behaalde het Nederlandse bobsleeteam meteen in de eerste WB wedstrijd een nominatie voor de OS Winterspelen van 2010.

#### Eindstand wereldbeker
| #  | Piloot            | Land | Punten |
| -- | ----------------- | ---- | ------ |
| 1  | Aleksandr Zoebkov | RUS  | 1646   |
| 2  | Janis Minins      | LAT  | 1549   |
| 3  | André Lange       | GER  | 1251   |
| 4  | Steven Holcomb    | USA  | 1238   |
| 5  | Wolfgang Stampfer | AUT  | 1224   |
| 6  | Ivo Rüegg         | SUI  | 1216   |
| 7  | Beat Hefti        | SUI  | 1184   |
| 8  | Karl Angerer      | GER  | 1114   |
| 9  | Edwin van Calker  | NED  | 1098   |
| 10 | Pierre Lueders    | CAN  | 1032   |

## Vrouwen

### Tweemansbob

#### Uitslagen
| Datum       | Plaats          | Eerste                                                              | Tweede                                                              | Derde                                                               |
| ----------- | --------------- | ------------------------------------------------------------------- | ------------------------------------------------------------------- | ------------------------------------------------------------------- |
| 29 november | Winterberg      | Helen Upperton Jennifer Ciochetti                                   | Sandra Kiriasis Romy Logsch                                         | Cathleen Martini Janine Tischer                                     |
| 6 december  | Altenberg       | Sandra Kiriasis Berit Wiacker                                       | Cathleen Martini Janine Tischer                                     | Shauna Rohbock Elana Meyers                                         |
| 12 december | Igls            | Helen Upperton Heather Moyse                                        | Shauna Rohbock Valerie Fleming                                      | Sandra Kiriasis Romy Logsch                                         |
| 20 december | Cesana Torinese | afgelast; de wedstrijd werd op 15 januari in Sankt Moritz ingehaald | afgelast; de wedstrijd werd op 15 januari in Sankt Moritz ingehaald | afgelast; de wedstrijd werd op 15 januari in Sankt Moritz ingehaald |
| 10 januari  | Königssee       | Shauna Rohbock Valerie Fleming                                      | Nicole Minichiello Gillian Cooke                                    | Sandra Kiriasis Romy Logsch                                         |
| 15 januari  | Sankt Moritz    | Sandra Kiriasis Berit Wiacker                                       | Cathleen Martini Janine Tischer                                     | Nicole Minichiello Jackie Gunn                                      |
| 16 januari  | Sankt Moritz    | Sandra Kiriasis Berit Wiacker                                       | Cathleen Martini Janine Tischer                                     | Nicole Minichiello Gillian Cooke                                    |
| 6 februari  | Whistler        | Shauna Rohbock Elana Meyers                                         | Kaillie Humphries Heather Moyse                                     | Erin Pac Michelle Rzepka                                            |
| 13 februari | Park City       | Cathleen Martini Janine Tischer                                     | Kaillie Humphries Shelley-Ann Brown                                 | Sandra Kiriasis Patricia Polifka                                    |

| Land  | WB #1                           | WB #2                           | WB #3                           | WB #4                           | WB #5                           | WB #6                          | WB #7                          | WB #8                          |
| ----- | ------------------------------- | ------------------------------- | ------------------------------- | ------------------------------- | ------------------------------- | ------------------------------ | ------------------------------ | ------------------------------ |
| NED-1 | 13e Esme Kamphuis Tine Veenstra | 11e Esme Kamphuis Tine Veenstra | 10e Esme Kamphuis Tine Veenstra | 10e Esme Kamphuis Tine Veenstra | 11e Esme Kamphuis Tine Veenstra | 9e Esme Kamphuis Tine Veenstra | 8e Esme Kamphuis Tine Veenstra | 8e Esme Kamphuis Tine Veenstra |

#### Eindstand wereldbeker
| #  | Pilote             | Land | Punten |
| -- | ------------------ | ---- | ------ |
| 1  | Sandra Kiriasis    | GER  | 1679   |
| 2  | Cathleen Martini   | GER  | 1599   |
| 3  | Nicole Minichiello | GBR  | 1434   |
| 4  | Shauna Rohbock     | USA  | 1380   |
| 5  | Claudia Schramm    | GER  | 1360   |
| 6  | Helen Upperton     | CAN  | 1314   |
| 7  | Kaillie Humphries  | CAN  | 1292   |
| 8  | Sabrina Hafner     | SUI  | 1288   |
| 9  | Erin Pac           | USA  | 1248   |
| 10 | Esme Kamphuis      | NED  | 1152   |

1983/1984 · 
1984/1985 · 
1985/1986 · 
1986/1987 · 
1987/1988 · 
1988/1989 · 
1989/1990 · 
1990/1991 · 
1991/1992 · 
1992/1993 · 
1993/1994 · 
1994/1995 · 
1995/1996 · 
1996/1997 · 
1997/1998 · 
1998/1999 · 
1999/2000 · 
2000/2001 · 
2001/2002 · 
2002/2003 · 
2003/2004 · 
2004/2005 · 
2005/2006 · 
2006/2007 · 
2007/2008 · 
2008/2009 ·
2009/2010 ·
2010/2011 ·
2011/2012 ·
2012/2013 ·
2013/2014 ·
2014/2015 ·
2015/2016 ·
2016/2017 ·
2017/2018 ·
2018/2019 ·
2019/2020 ·
2020/2021 ·
2021/2022 ·
2022/2023 ·
2023/2024 ·
2024/2025
Alpineskiën ·
Biatlon ·
Bobsleeën ·
Freestyleskiën ·
Langlaufen ·
Noordse combinatie ·
Rodelen ·
Schaatsen (junioren) ·
Schansspringen ·
Shorttrack ·
Skeleton ·
Snowboarden